# Venceslaus de Sousa Pereira de Lima
Venceslaus de Sousa Pereira de Lima (1858-1919) est un homme d'État et géologue de la fin de la monarchie constitutionnelle portugaise. Il est président du conseil du 14 mai 1909 au 22 décembre 1909 du roi Manuel II de Portugal dans un gouvernement indépendant.

## Distinctions
- Grand-croix de l'ordre de Sant'Iago de l'Épée